# Матарийя
Матарийя — марказ в Дакахлии на северо-востоке Египта. Город расположенный в провинции Дакахлия, он расположен к югу от Порт-Саида на берегу на озере Манзала.
Население района (марказа) Матарийи около 300 000 человек.
Матарийя «Марказ» включает такие деревни как:
- Ас-Сафра
- Эль Гамамла